# Forevermore (David Archuleta)
Forevermore è il quarto album in studio di David Archuleta, pubblicato nel 2012 solo nelle Filippine. Si tratta di un disco di cover di canzoni filippine.

## Tracce
1. Forevermore (Joey Benin) – 4:50
2. Rainbow (Jay Durias, Sharon Inductivo) – 5:26
3. I'll Never Go (Frank Singcol) – 4:19
4. You Are My Song (Louie Ocampo, Martin Nievera) – 4:04
5. Hold On (Jocel Jimenez) – 4:49
6. Wherever You Are (Vince Alaras) – 4:55
7. Maybe (Antiporda, Jamie Rivera) – 4:36
8. Tell Me (Ocampo, Alan Peter Ayque) – 3:49
9. Reaching Out (Cecil Azarcon) – 3:54